# Seyresse
 Seyresse  (en occitano Seiressa) es una población y comuna francesa, situada en la región de Aquitania, departamento de Landas, en el distrito de Dax y cantón de Dax-Sud.

## Demografía
| 233 | 263 | 255 | 506 | 616 | 597 |
| Para los censos de 1962 a 1999 la población legal corresponde a la población sin duplicidades (Fuente: INSEE [Consultar]) |     |     |     |     |     |